# Guaracha
La guaracha est un genre musical ayant émergé au XVIIIe siècle à Cuba. Le genre est satirique, burlesque, et composé de chœurs (córo-pregón) et des paroles improvisées sur rythme 3/4, 6/8 ou 2/4,. Aujourd'hui, la guaracha constitue un des éléments de la salsa et devient un signe de l'identité culturelle cubaine.

## Histoire
La guaracha est l'un des genres de chant et de danse qui a été mentionné dans la littérature folklorique depuis le début du 19e siècle, et qui est parvenu jusqu'à nos jours après un long processus d'évolution. Selon l'intellectuel cubain et éminent américaniste Antonio Bachiller y Morales : « Dans les premiers siècles de la colonisation [à Cuba] on dansait le zarabanda et d'autres danses qui étaient utilisées dans la mère patrie… »
Ce genre afro-cubain s'est développé dans les années 1800. Au cours de ce siècle, les guarachas ont fusionné avec le son cubano, mais sont plus rapides dans le tempo. Dans le vaste univers des musiques cubaines, le son cubano occupe une place centrale, c’est lui qui a donné naissance à la salsa. La guaracha est le nom donné à une danse de couple d'origine espagnole, au rythme enlevé et ternaire, que l'on rencontre en 1788 aux côtés d'une série de danses comme la contradanza ou le fandango. En Andalousie, la guaracha donne naissance à la rumba flamenca (ou rumba gitana),.
En 1830, La Mulata rosa, Dame tu amor, Los Rumberos, Tu sola, La Luna et Tu eres flor d'Ignacio Cervantes sont publiés, qui sont devenus populaires dans toutes les Caraïbes. Cervantes eut une influence majeure sur la musique cubaine de la fin du XIXe siècle et du début du XXe siècle. Il y avait des auteurs qui composaient presque exclusivement ce genre, comme Ñico Saquito. Cuidaíto compay gallo est une chanson de type guaracha très populaire composée en 1936. Guaracha de Willie Colón y su Orquesta, une chanson de ses chansons phare que le marketing a étiquetée comme « salsa », est comme son nom l'indique une version moderne d'une guaracha, et qui a ajouté son propre fil à la courtepointe musicale [salsa].
Parmi les guaracheros ou ensembles guaracheros les plus connus, on peut citer Célia Cruz, surnommée « La Reina guarachera », après avoir interprété des thèmes symboliques du genre tels que Burundanga (paroles de Oscar Muñoz Bouffartigue), avec lequel elle a obtenu une grande reconnaissance à Cuba. Dans la même optique, Roberto Faz, chanteur et percussionniste, qui joue notamment dans le Conjunto Casino à partir de 1943 avant de former en 1956, alors qu'il est déjà populaire, l'orchestre Roberto Faz y su conjunto. Parmi ses plus célèbres chansons on peut citer Píntate los Labios María et Aguanile mai mai. On peut aussi citer Tito Gómez, María Teresa Vera et Gina Martin dans Pasito y Medio.